# Robert L. Hoyt
Robert L. Hoyt (* 23. Dezember 1925; † 9. September 2012 in Tarzana, Los Angeles) war ein US-amerikanischer Tontechniker.

## Leben
Hoyt arbeitete Mitte der 1950er Jahre erstmals als Tontechniker, seine Karriere begann allerdings erst Anfang der 1970er Jahre mit dem Clint-Eastwood-Thriller Sadistico. Es folgten Hollywood-Blockbuster wie Giganten am Himmel und Im Auftrag des Drachen. Bei Sugarland Express arbeitete er 1974 erstmals zusammen mit Steven Spielberg. Für den im darauf folgenden Jahr entstandenen nächsten Spielberg-Film Der weiße Hai wurde Hoyt zusammen mit Roger Heman Jr., Earl Madery und John R. Carter 1976 mit dem Oscar in der Kategorie Bester Ton ausgezeichnet. Für seine Fernseharbeit war er 1971 für einen Primetime Emmy nominiert. Hoyt zog sich nach der Filmkomödie Ein Vogel auf dem Drahtseil aus dem Filmgeschäft zurück.

## Filmografie (Auswahl)
- 1971: Sadistico (Play Misty for Me)
- 1972: Der Todesritt der glorreichen Sieben (The Magnificent Seven Ride!)
- 1974: Giganten am Himmel (Airport 1975)
- 1974: Sugarland Express (The Sugarland Express)
- 1975: Der weiße Hai (Jaws)
- 1975: Im Auftrag des Drachen (The Eiger Sanction)
- 1977: Schlappschuß (Slap Shot)
- 1978: Der weiße Hai 2 (Jaws 2)
- 1979: Airport ’80 – Die Concorde (Airport ’80 – The Concorde)
- 1981: Die unglaubliche Geschichte der Mrs. K. (The Incredible Shrinking Woman)
- 1983: Dr. Detroit (Doctor Detroit)
- 1983: Die Chaotenclique (D.C. Cab)
- 1984: Starfight (The Last Starfighter)
- 1985: The Breakfast Club
- 1985: L.I.S.A. – Der helle Wahnsinn (Weird Science)
- 1989: Im Tresor ist die Hölle los (Disorganized Crime)
- 1990: Catchfire (Backtrack)
- 1990: Ein Vogel auf dem Drahtseil (Bird on a Wire)

## Auszeichnungen
- 1976: Oscar in der Kategorie Bester Ton für Der weiße Hai
- 1976: BAFTA-Film-Award-Nominierung in der Kategorie Bester Ton für Der weiße Hai